# Dipartimento di Dogondoutchi
Il dipartimento di Dogondoutchi è un dipartimento del Niger facente parte della regione di Dosso. Il capoluogo è Dogondoutchi.

## Geografia antropica
Il dipartimento di Dogondoutchi è suddiviso in 10 comuni:

### Comuni urbani
- Dogondoutchi

### Comuni rurali
- Dan-Kassari
- Dogonkiria
- Doumega
- Guecheme
- Kieche
- Koré Maïroua
- Matankari
- Soucoucoutane
- Tibiri